# أليخيا إيونسكا
أليخيا إيونسكا (بالبولندية: Alicja Iwańska) (المعروفة أيضًا باسم أليسيا إوانسكا، (مواليد 13 مايو 1918-26 سبتمبر 1996)؛ هي عالمة اجتماع وأكاديمية وكاتبة بولندية . ولدت في كنف عائلة نبيلة، شاركت في انتفاضة وارسو عام 1944.